# 帯素王
帯素王（たいそおう、대소왕（テソワン）、? - 22年2月）は、東扶余の第3代の王（在位:不詳 - 22年）。父は金蛙王、弟に曷思王と高句麗の初代王東明聖王（朱蒙）がいる。

## 概要
『三国史記』には以下のような話がみえる。
- 即位前（金蛙王の治世）、異母弟である朱蒙を殺害しようとしたが逆に逃げられた（朱蒙は紀元前37年に高句麗を建国）。その後、遅くとも紀元前7年には金蛙の後を継いで王となった。
- 紀元前6年、高句麗との国交を開くため人質の交換を要求したが断られ、その報復として5万の軍勢で侵攻するも、大雪の為に撤退。
- 13年、再び高句麗へ侵攻するも、高無恤（後の大武神王）によって撃退される。
- 22年2月、今度は逆に大武神王が率いる高句麗軍に攻め込まれ、帯素王はあえない最期を迎えた。帯素の従弟（名不詳）が一万人を率いて高句麗に降伏し絡氏の名を与えられてその支配下に入り、東扶余は滅亡[2]した。一方、帯素の末弟（名不詳）が数百人を率いて鴨緑谷に脱出し、曷思川の河畔で新しい国[3]を作って即位し曷思王と名乗った。
- 68年、曷思王の孫の都頭王が国ごと高句麗に降伏して、東扶余の後裔国は消滅[4]した。都頭王は高句麗に仕え、于台の官を授けられたという。

## 演じた俳優
- キム・スンス（テレビドラマ『朱蒙 -チュモン- Prince of the Legend』で帯素を演じた）
- ハン・ジニ (テレビドラマ『風の国』)